# Vigo di Fassa

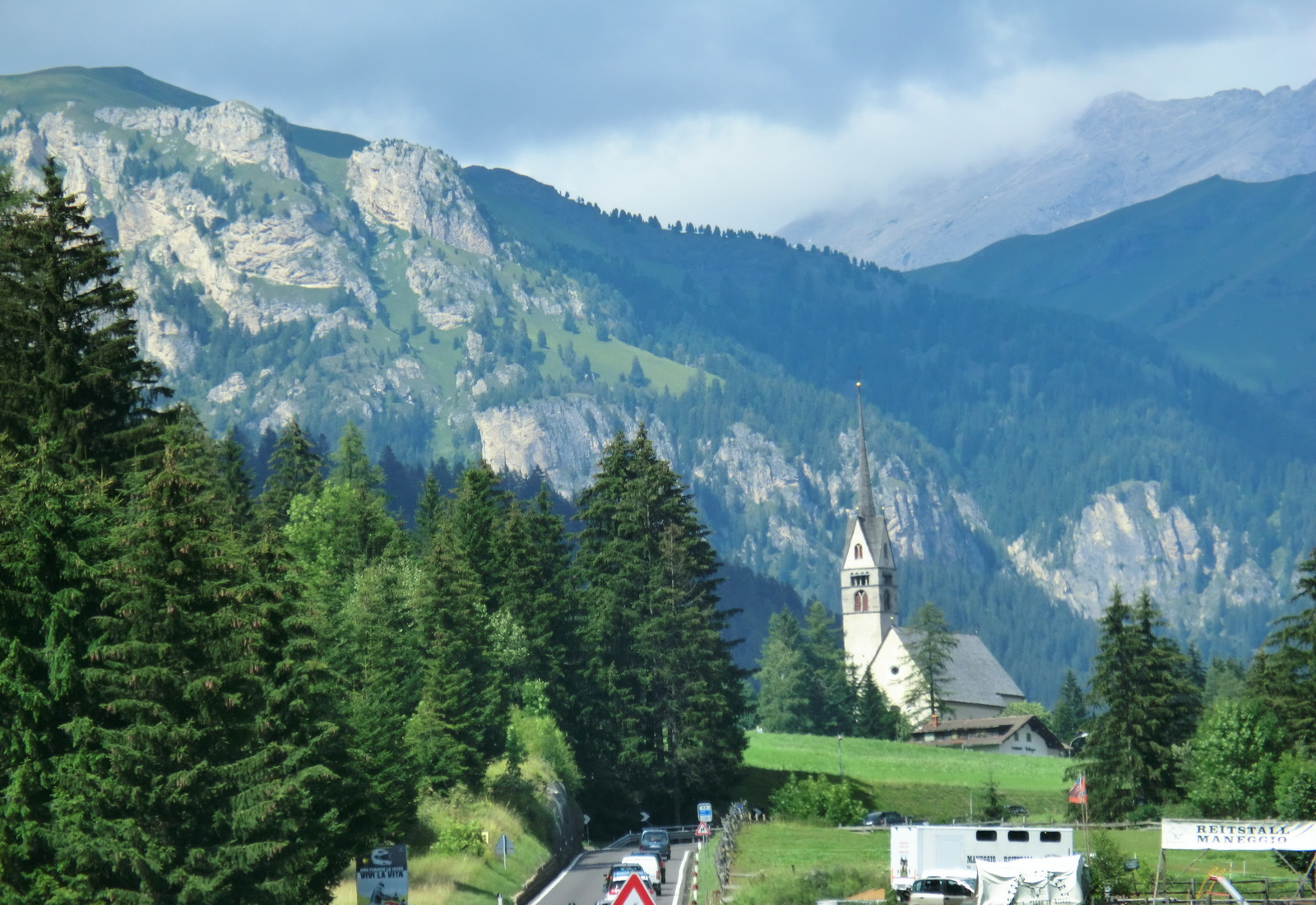

Vigo di Fassa (Ladinisch: Vich de Fascia) is plaats en voormalige gemeente in de Italiaanse provincie Trente (regio Trentino-Zuid-Tirol). De gemeente telde bij zijn opheffing op 31 december 2017 1.260 inwoners. Het dorp behoort sindsdien bij de fusiegemeente San Giovanni di Fassa.
In Vigo zijn een museum en een studiecentrum voor de Ladinische taal en cultuur gevestigd.

## Demografie
Vigo di Fassa telt ongeveer 411 huishoudens. Het aantal inwoners steeg in de periode 1991-2001 met 14,6% volgens cijfers uit de tienjaarlijkse volkstellingen van ISTAT.
| Jaar | Inwoneraantal |
| ---- | ------------- |
| 1991 | 936           |
| 2001 | 1073          |

## Geografie
Vigo di Fassa grensde aan de volgende gemeenten: Pozza di Fassa, Welschnofen (BZ), Moena, Soraga.